# صوفي ماغدالين من براندنبورغ-كولمباخ
صوفي ماغدالينه أميرة براندنبورغ-كولمباخ (28 نوفمبر 1700 - 27 مايو 1770)؛ كانت ملكة الدنمارك والنرويج القرينة بزواجها من كريستيان السادس.

## السيرة
هي ابنة كريستيان هينريش مارغريف براندنبورغ-كولمباخ وصوفي كريستين من فولفشتاين، تنتمي إلى سلالة هوهنتسولرن، بحيث حكم أسلافها أراضي حول بايرويت منذ قرون، يرجع نسبها إلى يوهان غيورغ ناخب براندنبورغ، نشأت صوفي ماغدالينه مع شقيقتها الصغرى صوفي كارولين في بلاط ملكة بولندا كريستين ايبرهاردين من براندنبورغ-بايرويت (إحدى أقربائها) الواقع في ساكسونيا.
وفي 7 أغسطس 1721 تزوجت من ولي العهد كريستيان الدنماركي، وصفت صوفي ماغدالينه بأنها متدينة للغاية، وفي 12 أكتوبر 1730 أصبحت ملكة الدنمارك والنرويج القرينة بعد وفاة حماها فريدريك الرابع ملك الدنمارك، وتوج الزوجان في 6 يونيو 1731 في كنيسة قلعة فريدريكسبورغ، كانت وراء صنع تاج ملكة الدنمارك الجديد عندما رفضت ارتداء نفس التاج الذي كانت ترتديه الملكة المكروهة آنا صوفي - والتي وصفتها بـ "العاهرة!".
كان الزواج بين الملك والملكة متناغمًا وكان زوجها يحبها ويثق بها، لكن الزوجين الملكيين لم يحظيا بشعبية، ووُصفت الملكة صوفي ماغدالينه بأنها متعجرفة ومتغطرسة ومتكبرة، كما اتُهمت بعزل العائلة المالكة داخل البلاط الذي كانت تهيمن عليه المشاعر الدينية القوية للزوجين الملكيين والمقربين الألمان وأقاربها، على الرغم من تقواهم إلا أن الزوجين الملكيين أحبا الأبهة والترف والبذخ، بحيث كان لويس الرابع عشر ملك فرنسا قدوة يحتد بها في أمور الفاخرة، وقد استفادت صوفي ماغدالينه من منصبها كملكة إلى أقصى حد فيما يتعلق بـ الرتب والأسبقية والمراسيم، وكانت حياة البلاط مزيجاً من التزامات الدينية المتشددة والأبهة الاحتفالات، وكما اتُهمت الملكة بخلق عزلة معينة حول العائلة المالكة، ونادرًا ما كان الملك والملكة يظهران علنًا، بحيث عاشت صوفي ماغدالينه أسلوب حياة البذخ - على الرغم من الاقتصاد المتعثر في الدنمارك، تم التكهن بأن حب صوفي المجدلية للمجوهرات والفخامة جاء من حماها بعد مشاهدته وهو يغدي قرينته آنا صوفي فون ريفينتلو بالمجوهرات والهدايا الأخرى، ولقد تمتعت أيضًا بالموضة.
اتُهمت الملكة صوفي ماغدالينه بأنها لم تتخلص أبدًا من لغتها الألمانية، على الرغم من أن الثقافة واللغة الألمانية كانت مهيمنة في البلاط منذ وقت سلف، على الرغم من أنها تعلمت الملكة اللغة الدنماركية، لكن الألمانية كانت اللغة المستخدمة في البلاط وفي المجتمع الراقي، فإن تفضيلها لكل ما هو ألماني على الدنمارك كان معروفًا على نطاق واسع، تم منح حاشيتها الألمانية مناصب مهمة في الديوان الملكي وتم تفضيلهم على الدنماركيين، ولقد تفوق إخوتها في مرتبة "أمراء الدم"، وحصلت وصيفاتها الألمانيات على مرتبة أعلى من جميع كونتيسات المملكة.
ظلت العلاقة بين الملك والملكة وثيقة للغاية وكان زواجهما سعيدًا حتى وفاتهما، وفقًا لقصة معاصرة، كانت الملكة تشعر بغيرة شديدة لدرجة أنها فضلت أن تكون الوصيفات غير جذابات قدر الإمكان حتى لا تخاطر بجذب الملك، على الرغم من أن تأثيرها على زوجها كان كبيرًا، إلا أنها لم تظهر اهتمامًا كبيرًا بالسياسة، وعندما اقترح عليها في وقت ما أن تصبح وصية على العرش إذا كان ابنهما يخلفه وهو لا يزال طفلاً، فقد أظهرت تأثيرًا رائعًا عدم الالتفات والاهتمام بالفكرة.
كان أبنائها بالنسبة لصوفي ماغدالينه مصدر للقلق الشديد وخيبة الأمل لأن أيًا من طفليها الباقيين على قيد الحياة لم يرث المُثُل الدينية الصارمة وأسلوب حياة والديهما، كان ابنها الملك فريدريك الخامس معروفًا في التاريخ باعتباره سكيرًا سيئ السمعة وله ميول سادية، بينما ورد أن الأميرة لويز حملت من خادمها، وهي فضيحة تسببت في زواجها على عجل من دوق ساكس-هيلدبورغهاوزن، الذي حصل على مهر كبير تعويضاً لذلك.
وفي عام 1746 توفي زوجها وخلفه ابنها فريدريك الخامس، بصفتها ملكة أرملة، عاشت حياة متواضعة في عهد ابنها فريدريك الخامس، الذي كانت شخصيتها مختلفة جدًا بحيث لم تتمكن من الانسجام معها، قامت ببناء قصر هرشولم كمقر صيفي، بينما كانت تقيم في قصر كريستيانسبورغ بالشتاء.
وفي عام 1766 تولى حفيدها كريستيان السابع العرش في عهده حظيت باهتمام أكبر مما عليه في عهد ابنها، حيث كانت علاقاتها مع أحفادها أفضل بكثير من علاقاتها مع أطفالها، بحيث قضى ولي العهد كريستيان وابن خالته الأمير كارل من هسن-كاسل الكثير من الوقت معها في هرشولم.
أمضت سنواتها الأخيرة في حالة صحية سيئة، أو كما قيل في الوسواس المرضي، توفيت في قصر كريستيانسبورج ودُفنت في كاتدرائية روسكيلد الملكية.

## الذرية
| الاسم                                        | حياته                         | ملاحظة |
| -------------------------------------------- | ----------------------------- | --- |
| فريديريك الخامس ملك الدنمارك والنرويج        | 31 مارس 1723 - 14 يناير 1766  | تزوج مرتين (1) لويز البريطانية 10 نوفمبر 1743 5 أبناء (2) يوليانا ماريا من براونشفايغ-فولفنبوتل 8 يوليو 1752 ابن وحيد |
| الأميرة لويز                                 | 19 يونيو – 20 ديسمبر 1724     | توفيت صغيرة |
| الأميرة لويز دوقة ساكس-هيلدبورغهاوزن القرينة | 19 أكتوبر 1726 - 8 أغسطس 1756 | تزوجت من إرنست فريدرش الثالث دوق ساكس-هيلدبورغهاوزن 1 أكتوبر 1749 ابنة واحدة                                          |